# Verovškova ulica, Ljubljana
Verovškova ulica je ena izmed ulic v Spodnji Šiški (Mestna občina Ljubljana).

## Poimenovanje
Ulica je bila uradno poimenovana po slovenskemu igralcu Antonu Verovšku..

## Urbanizem
Prične se na križišču z Gasilsko cesto, medtem ko se konča v križišču z Litostrojsko cesto in nadvozom severne obvoznice.
Posebnost ulice je v tem, da je razdeljena v dva dela (vmes je namreč 300-metrska Milčinskega ulica):
- prvi odsek Gasilska cesta - železniški prehod na Goriški cesti je starejši, dolg je 1 kilometer.

Ob njem so številne individualne hiše ter cerkev sv. Frančiška. Na odseku sta dve križišči, in sicer križišče z Drenikovo in Černetovo ulico. Odsek je enosmerni proti srediču mesta, le del med Černetovo in Drenikovo je dvosmerni. 
Številne stare ulice v Spodnji Šiški so leta 1977 zaradi cestnega podvoza na Drenikovi ulici presekali, zato so postale "slepe". Za promet je poleg Aljaževe ulice ostala odprta edinole Verovškova.
- drugi odsek 90° ovinek z Magistrovo ulico - križišče z Litostrojsko cesto in nadvozom severne obvoznice je novejši, dolg je 1,4 kilometra in poteka večinoma skozi industrijsko cono. Odsek preči železniški industrijski tir.

Ob tem delu ceste se večinoma nahajajo poslovne stavbe in tovarniški objekti (Tovarna Lek, Zavarovalnica Triglav, Toplarna, Plinarna, Tuba ...)

## Javni potniški promet
Po Verovškovi ulici poteka trasa mestne avtobusne linije št. 18.
Na vsej cesti so tri avtobusna postajališča mestnega potniškega prometa.

### Postajališča MPP
| postajališče       | št. linije |
| ------------------ | ---------- |
| 103051 Tovarna Lek | 18         |
| 103011 Toplarna    | 18         |
| 102061 Mostovna    | 18         |

| postajališče       | št. linije |
| ------------------ | ---------- |
| 102062 Mostovna    | 18         |
| 103012 Toplarna    | 18         |
| 103052 Tovarna Lek | 18         |